# Chirostenotes
Chirostenotes (z řečtiny "štíhlá ruka") byl rod teropodního oviraptorosaurního dinosaura, žijícího na území Severní Ameriky (provincie Alberta) v období svrchní křídy (asi před 80 miliony let).

## Popis
Charakteristikou rodu byla bezzubá lebka, výrazný hřeben, mohutné drápy a dlouhé končetiny. Chirostenotes byl zřejmě všežravec nebo méně pravděpodobně býložravec, živící se rozmanitou živočišnou a rostlinnou potravou nebo vejci. Tento teropod byl pravděpodobně opeřený a teplokrevný.

## Klasifikace
Typovým druhem je C. pergracilis, popsaný v roce 1924 Gilmorem. V roce 1933 byl popsan další druh C. elegans, který je dnes obvykle řazen do samostatného rodu Elmisaurus (E. elegans). Taxonomická historie chirostenota je značně zmatečná, neboť v průběhu minulého století k němu bylo přiřazeno značné množství fosílií jiných druhů. Jen dodnes tak bylo vytvořeno asi 6 neplatných synonym.
V únoru roku 2020 byla publikována vědecká studie o novém fosilním materiálu druhu C. pergracilis, objeveném v sedimentech geologického souvrství Dinosaur Park na území kanadské provincie Alberty. Tvar dochovaných čelistích kostí dokládá, že tento druh byl pravděpodobně odlišný od druhu Caenagnathus collinsi.

## Rozměry
Zaživa byl tento dinosaurus dlouhý asi 2 až 2,5 metru, mohl však být také podstatně větší. V bodě pánve dosahoval výšky asi 1 metru a hmotnost se pohybovala nejspíš kolem 50 až 100 kilogramů. Přesto šlo pro hmyz o potenciálně nebezpečného dinosaura, schopného rychle útočit nebo unikat predátorům, zejména drobným masožravým savcům.